# Barcelona (Freddie Mercury & Montserrat Caballé)
"Barcelona" je skladba iz leta 1987, ki sta jo napisala Freddie Mercury in Mike Moran. Gre za solo projekt Freddieja Mercurya, skupaj v sodelovanju s špansko operno divo Monserrat Caballé.
Skladba odraža Mercuryevo strast do opere, z njegovim izjemno visokim glasom in opernim glasom Caballéjeve in z spremljavo celotnega orkestra. Prvotno izdana leta 1987 kot single pri britanski založbi Polydor Records (in leto kasneje še na istoimenskem albumu), je bila ena največjih Freddijev solo uspešnic, ki je nemudoma zasedla #8 mesto na britanski lestvici UK Singles Chart. Po Mercurijevi smrti leta 1991, je bila skladba izvedena še na njemu nesojenih Olimpijskih igrah v Barceloni '92, po katerih je prilezla še višje na vseh svetovnih lestvicah in denimo dosegla drugo mesto v Veliki Britaniji, Nizozemskem in Novi Zelandiji.

## Olimpijske igre 1992
Skladba je bila prvotno predvidena kot himna za Olimpijske igre '92, a je Freddija prehitela smrt. Čast himne je tako pripadla duetu Sarah Brightman in Jose Carreras z skladbo "Amigos Para Siempre" (znana kot "Prijatelja za vedno" dueta Helena Blagne & Nace Junkar), ki sta jo napisala Andrew Lloyd Webber in Don Black. Vseeno so na otvoritveni slovesnosti skladbo izvedli v živo z Monserrat Caballe in posnetim zvokom Freddieja na velikem zaslonu. Uporabili pa so jo tudi povsem na začetku prenosa otvoritve v predstavitvenem filmu mesta iz ptičje perspektive. Tudi britanski BBC je skladbo uporabljal kot naslovno pri pokrivanju celotnih iger.

### Videospot
Oktobra 1987 je izšel uradno videospot, ki ga je režiral David Mallet, ki je z skupino Queen sodeloval že pri njihov prejšnjih spotih. Posneli so ga na španski Ibizi v največji diskoteki na svetu "Ku nightclub" (zdaj znana kot Privilege Ibiza). V njem v vlogi dirigenta nastopa tudi Mike Moran, soavtor skladbe, ki ga zaradi podobne pričeske pogosto napačno zamenjujejo s Queenovim kitaristom Brianom Mayem. Leta 2019 so originalni 35 mm filmski trak digitalno restavrirali in je od tedaj na voljo v super visoki ločljivosti 4K.

## Sodelujoči
- Freddie Mercury – vokal, glasba, besedilo, aranžma
- Montserrat Caballé – vokal
- Mike Moran – glasba, besedilo, programmiranje, aranžma
- Homi Kanga – violina
- Laurie Lewis – violina
- Deborah Ann Johnston – violončelo
- Barry Castle – rog
- Frank Ricotti – tolkala